# 사회학 및 사회과학 유럽 아말피 상

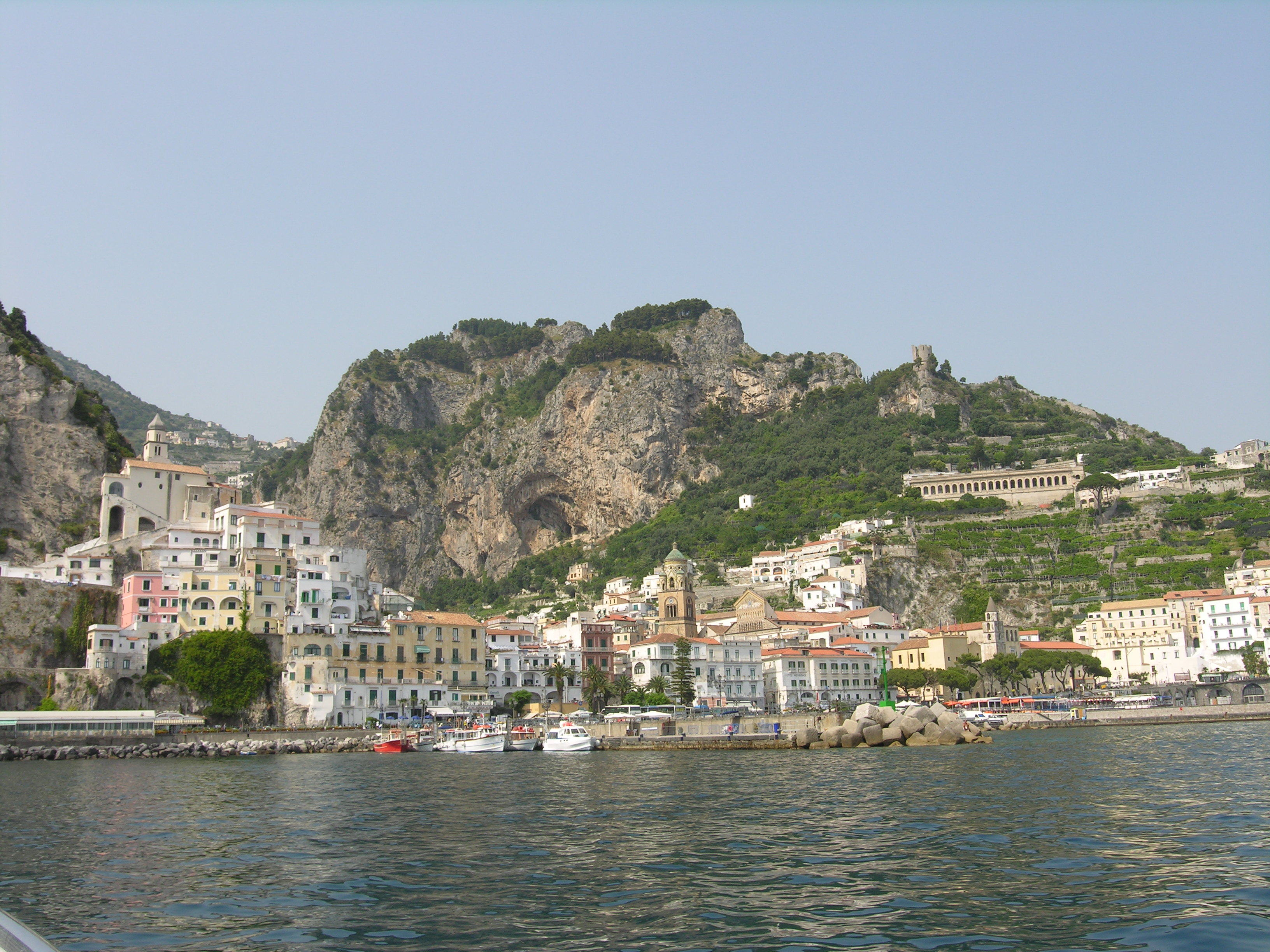
아말피 해양 전망 이탈리아

아말피 상(Premio Europeo Amalfi per la Sociologia e le Scienze Sociali)은 사회과학분야 부문에 있어 권위있는 이탈리아의  상이다. 이탈리아 사회학회의 사회학 이론 및 사회 변혁 부서의 계획에 의해 1987년에 설립된 아말피 상은 해마다 아말피에서 지난 2년간 출판된 사회학에 중요한 기여를 한 책 또는 논문의 저자에게 수여된다.
시상식은 국제 사회학 컨퍼런스와 같이 이루어진다. 최근에 수상자를 선택한 심사단은 마가렛 아처, 알렉산드로 가발리, 살바도르 진너, 요아킴 이스라엘, 미셸 마페졸리, Carlo Mongardini (단장), Birgitta Nedelmann, Helga Nowotny, Piotr Sztompka 등으로 이루어져 있습니다. 심사단의 이전 구성원 중에는 앤서니 기든스, Peter Gerlich, Friedrich H. Tenbruck 등이 있다.
이 상은 1992년, 1993년, 1996년에 심사단이 수상자를 선정하지 않아서 수상자가 없었다.
1999년에 2년마다 한번씩 주는 뛰어난 저작에 대한 상이 아말피 상의 첫번째 수상자였던 노르베르트 엘리아스의 이름을 따서 제정되었다. 또한 주(main)상이 의견 차이로 갈라질 수 있기에 다양한 분야에 대하여 보조적인 상이 존재한다.

## 수상자
- 1987: 노르베르트 엘리아스,  개인들의 사회 (Die Gesellschaft der Individuen)
- 1988: Serge Moscovici for La machine à faire des dieux